# Jerzy Wałga
Jerzy Wałga (ur. 17 listopada 1946 w Cieszynie) – ostatni rusznikarz w Europie wykonujący cieszynki, artysta, samorządowiec, radny Rady Miasta Cieszyna, działacz społeczny, historyczny i lokalny.

## Życiorys

### Wykształcenie i doświadczenie
Urodzony 17 listopada 1946 roku w Cieszynie. Absolwent szkoły podstawowej i zawodowej w Cieszynie. Od dziecka zafascynowany był majsterkowaniem, tworzeniem i militariami. W dzieciństwie sporą część czasu spędzał w Muzeum Śląska Cieszyńskiego w Cieszynie oraz w warsztacie swojego dziadka Jana Wałgi.
W szkole średniej jego ulubionymi przedmiotami były zajęcia zawodowe takie jak np. metalurgia, metaloznawstwo, kowalstwo czy obróbka cieplna. W 1968 roku ukończył szkołę średnią z tytułem mistrza obróbki cieplnej, a w 1973 roku uzyskał tytuł ślusarza narzędziowego.
Po ukończeniu szkoły pracował, z przerwami, w zakładach CELMA w Cieszynie aż do 1978 roku. Tam kształcił się dalej i rozwijał swoje umiejętności pod okiem wielu wspaniałych mistrzów – Alberta Palicy (mistrz ręcznego grawerstwa w CELMIE i Mennicy Polskiej), Jana Poloka (mistrz ręcznego wykonywania narzędzi) i Eugeniusza Niemca (mistrza w dziedzinie obróbki cieplnej).
W przerwach od pracy w zakładach CELMA odbywał obowiązkową naukę w Technicznej Oficerskiej Szkole Wojsk Lotniczych. Uzyskał tam tytuł Technik Eksploatacji Samolotu Odrzutowego MIG 21.

### Warsztat
Po odejściu z zakładów CELMA, otworzył warsztat zajmujący się naprawą sprzętu sportowego i rusznikarstwem artystycznym. Ostrzy łyżwy, naprawia rakiety tenisowe, rowery, sprzęt sportowy, który również serwisuje. Był jedynym, autoryzowanym warsztatem sprzętu narciarskiego z Szaflar (Polsport).
W warsztacie, oprócz tworzenia cieszynek, poddawał renowacji zabytkową broń. Konserwował m.in. parę pistoletów, wykonanych przez Karola Wierlika (cieszyńskiego rusznikarza z połowy XIX w.). Niejednokrotnie również dokonywał renowacji zabytków dla Muzeum Śląska Cieszyńskiego, Muzeum Těšínska, Zamku w Grodźcu oraz Michała Bożka (mecenasa sztuki).

### Izba Cieszyńskich Mistrzów
W 2012 roku, przy wsparciu miasta Cieszyn i Zamku Cieszyn, powołał do istnienia Izbę Cieszyńskich Mistrzów. Miejsce, w którym spotkała się tradycja z designem. To miejsce promujące bogactwo i dorobek regionu Śląska Cieszyńskiego oraz Księstwa Cieszyńskiego. Można zapoznać się tam z takimi pojęciami jak m.in. cieszyński filigran, haft, koronka, grawerstwo, introligatorstwo, zduństwo, szlifierstwo kryształów (kuglerstwo), a także poznać historie stojących za nimi postaci: Franciszek Horak, Janina Marcinkowa, Teresa Wałga, Albert Palica, Helena Karpińska, Franciszek Bizoń oraz Ludwik Kuś.

### Szkoła Rzemiosł
Jerzy Wałga, mistrz rusznikarstwa, od 2023 roku szkoli nowych adeptów tego rzemiosła w Szkole Rzemiosł, działającej przy Zamku Cieszyn. Szkoła Rzemiosł jest inicjatywą mającą na celu podtrzymywanie i rozwój tradycji rękodzielniczych w regionie śląska cieszyńskiego, ze szczególnym uwzględnieniem historycznych technik rusznikarskich.

### Macierz Ziemi Cieszyńskiej
Od wielu lat aktywnie działa w Macierzy Ziemi Cieszyńskiej, jest członkiem Koła Terenowego nr 1, a także członkiem Zarządu Głównego MZC, w którym przez 10 lat pełnił funkcję wiceprezesa do spraw organizacyjno-gospodarczych. Za swoją wzorową działalność w roku 2013 otrzymał najważniejsze wyróżnienie macierzowe – Godność Członka Honorowego Macierzy.

### Radny Miasta Cieszyn
W latach 1998–2002 oraz od 2018 do dziś pełni funkcję Radnego miasta Cieszyn. Intensywnie działa na rzecz ochrony kultury oraz zajmuje się sprawami lokalnymi. Jako radny pracuje w komisjach: Finansów, Rozwoju i Spraw Komunalnych, Skarg, Wniosków i Petycji. Należy do Klubu Radnych Cieszyński Ruch Społeczny.
W 2019 roku wykonał dla Rady Miejskiej Miasta Cieszyna laskę przewodniczącego, której trzykrotny stukot otwiera od tamtego czasu posiedzenia Rady.

## Cieszynka

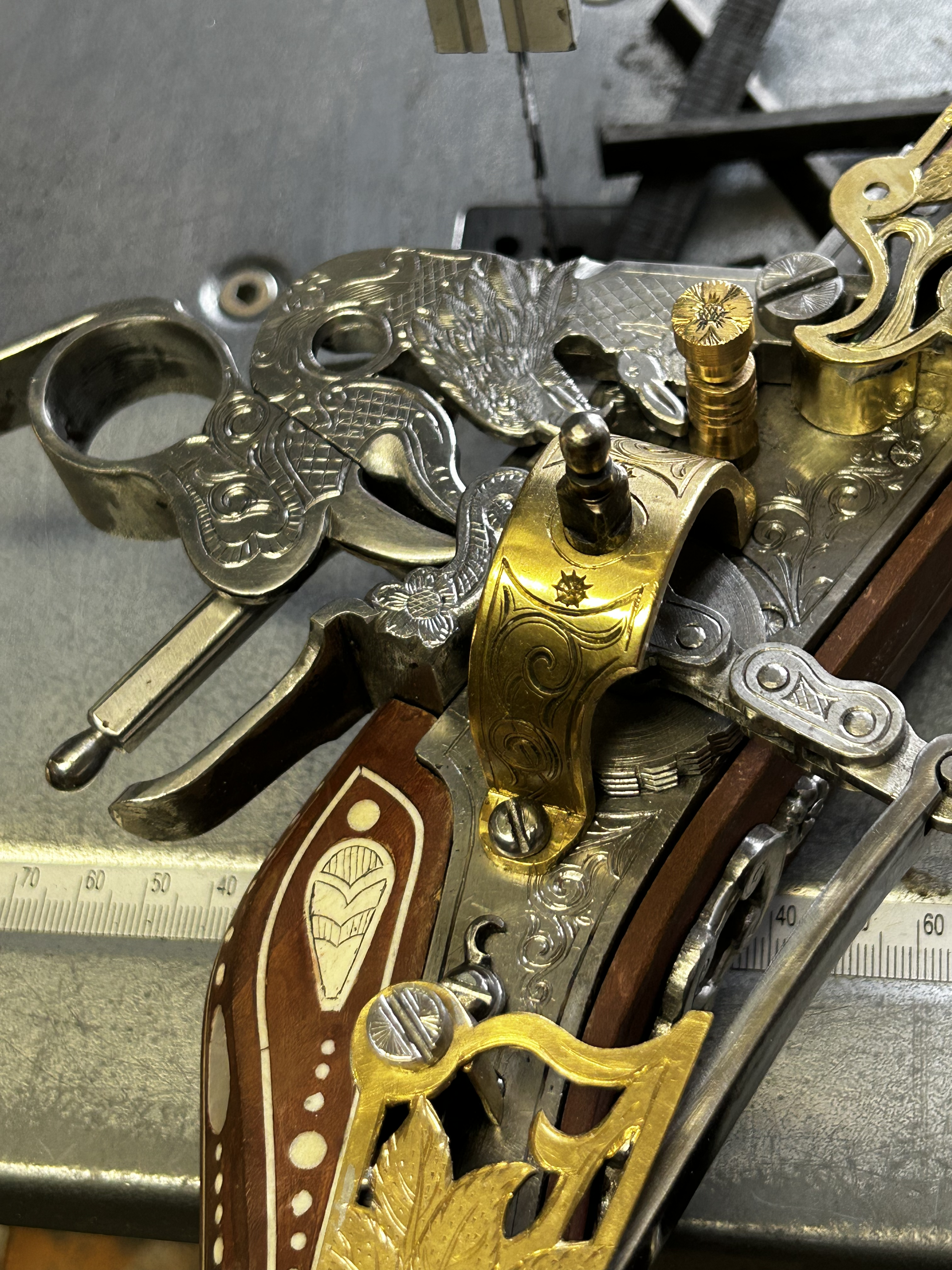
Przykład bogato grawerowanego zamka kołowego, zdobiącego cieszynkę, wykonanego przez Jerzego Wałgę

Pierwszej próby wykonania cieszynki podjął się na przełomie lat 1972/73. W procesie jej tworzenia wykorzystywał umiejętności oraz zasoby zakładów, w których pracował. Od tego momentu cieszynki powstają do dziś.
W latach 80. specjalna komisja utworzona przez zakłady CEPELIA z Czechowic-Dziedzic, orzekła autentyczność wykonywanych cieszynek. Stwierdzono wtedy, iż cieszynki wykonywane przez niego  nie są replikami, tylko oryginałem.
Każda broń, która wychodzi spod rąk Jerzego Wałgi jest wykonana z zachowaniem tradycyjnych metod wyrobu broni. Każdy element, nawet najmniejszy, jest wykonywany ręcznie. Ręcznie wykonywany jest również bogaty grawer, intarsja i inkrustacja. Praca nad jedną cieszynką to okres od 3 do 4 miesięcy. Do dziś wykonał około 60 sztuk cieszynek.
Niejednokrotnie dokonywał renowacji zabytkowych cieszynek oraz eksponatów muzealnych z całej Europy, czy z prywatnych kolekcji.
W 2011 roku, na specjalne zamówienie Kancelarii Prezydenta RP Bronisława Komorowskiego, wykonał cieszynkę, która później została przekazana Prezydentowi Słowacji Andrejovi Kiska podczas oficjalnej wizyty w Polsce w 2014 roku.
W 2018 roku Rusznikarstwo Artystyczne – wyroby według tradycyjnej szkoły cieszyńskiej zostało wpisane, jako pierwsza pozycja, na Krajową Listę Niematerialnego Dziedzictwa Kulturowego UNESCO.

## Nagrody i odznaczenia
Podczas swojej wieloletniej pracy rzemieślniczo-artystycznej brał udział w wielu wystawach rzemiosła artystycznego. Jerzy Wałga został uhonorowany licznymi odznaczeniami, medalami i wyróżnieniami, takimi jak:
- 1984 – wyróżniony Dyplomem na VII wystawie rękodzieła artystycznego 1984[2]
- 1985 – uhonorowany Srebrnym Krzyżem Zasługi[13]
- 1986 – Nagroda Arsenał '86[13]
- 1984–1986 – Nagroda na Wystawie Rzemiosł Artystycznych w Bielsku-Białej[13]
- 1987 – Nagroda w Ogólnopolskiej Wystawie Rzemiosł Artystycznych w Krakowie[13]
- 2013 – otrzymał najważniejsze wyróżnienie macierzowe – Godność Członka Honorowego Macierzy[13]
- 2015 – uhonorowany odznaką honorową „Zasłużony dla Kultury Polskiej”[13]
- 2015 – uhonorowany Laurem Złotej Cieszynianki[14]
- 2017 – uhonorowany Złotym Laurem Umiejętności i Kompetencji[15]
- 2022 – uhonorowany Złotą Odznaką Honorową za Zasługi dla Województwa Śląskiego[16]
- uhonorowany Złotą Odznaką Ministra Kultury i Dziedzictwa Narodowego[13]
- uhonorowany Medalem im. Ks. Leopolda Szersznika[13]
- uhonorowany Medalem Pawła Stalmacha[13]
- otrzymał nagrodę Miasta Cieszyna za osiągnięcia w dziedzinie twórczości artystycznej, upowszechniania i ochrony kultury[13]
- otrzymał nagrodę Starosty Powiatu Cieszyńskiego za osiągnięcia w dziedzinie twórczości artystycznej, upowszechniania i ochrony kultury[13]
- otrzymał Odznakę Honorowego Członka Izby Rzemieślniczej w Bielsku-Białej[13]

W 2018 roku Rusznikarstwo Artystyczne – wyroby według tradycyjnej szkoły cieszyńskiej zostało wpisane, jako pierwsza pozycja, na Krajową Listę Niematerialnego Dziedzictwa Kulturowego UNESCO.
W 2022 roku został wpisany do Encyklopedii Osobistości Polski.
W 2023 roku został zgłoszony i tym samym nominowany do Nagrody Księżnej Asturii w dziedzinie sztuka.

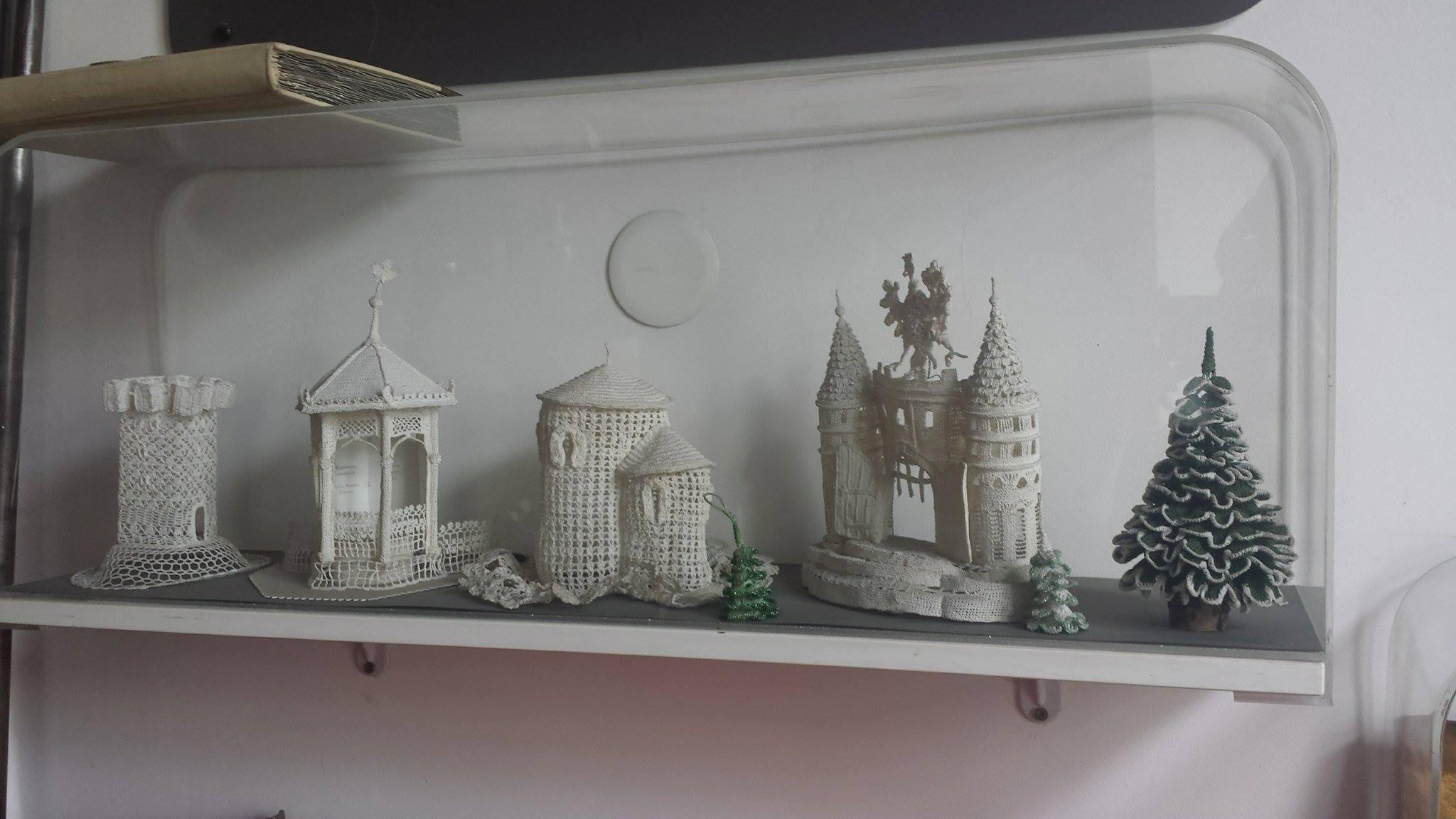
Koronki przestrzenne wykonane przez Teresę Wałgę. Przedstawiają zabytki Cieszyna: (od lewej) Wieża Piastowska, Studnia Trzech Braci, Rotunda św. Mikołaja, Herb Miasta Cieszyn

## Rodzina Wałgów – tradycje
W rodzinie Wałgów mocno zakorzenione są tradycje związane ze sztuką i rzemiosłem: 
- Jan Wałga (dziadek) – pierwszy taksówkarz oraz właściciel pierwszego warsztatu wulkanizatorskiego w Cieszynie. Producent klejów do gumy. Sprowadzał do Cieszyna kauczuk z Argentyny, z którego później powstawał specjalny klej do gumy używany w jego warsztacie wulkanizatorskim[18].
- Teresa Wałga z d. Babilon (żona)[1] – artystka koronczarka, twórczyni ludowa. Prekursorka i mistrzyni koronki trójwymiarowej. Wykorzystywała techniki tradycyjnego wyrobu koronki do ukazania urody cieszyńskich zabytków. Jako pierwsza w Polsce tworzyła trójwymiarowe[1], przestrzenne dzieła, które bardzo często nawiązywały do natury lub przedstawień lokalnych zabytków[19].
- Jan Wałga (syn) – mistrz snycerstwa i stolarstwa. Wykonywał drewniane, bogato zdobione witryny sklepowe, drzwi etc. Przykładem są np. witryna biblioteki miejskiej w Cieszynie, apteki u podnórza góry zamkowej w Cieszynie, czy witryna przy kościele parafii pw. św. Klemensa w Ustroniu[2].
- Tomasz Wałga (syn) – technik mechanik, celnik, mistrz obróbki metalu i nożownictwa[1][2].
- Katarzyna Wałga (wnuczka) - artystka, kreatorka, malowanie akwarelą[20].